# Розрізнювальна модель
Розрі́знювальні моде́лі (англ. discriminative models), що також називають умо́вними моде́лями (англ. conditional models), є класом моделей, які застосовуються в машинному навчанні для моделювання залежності неспостережуваної змінної {\displaystyle y} від спостережуваної змінної {\displaystyle x}. В рамках імовірнісної схеми це здійснюється моделюванням умовного розподілу ймовірності {\displaystyle P(y|x)}, який може застосовуватися для передбачення {\displaystyle y} з {\displaystyle x}.
Розрізнювальні моделі, на противагу до породжувальних, не дозволяють породжувати приклади зі спільного розподілу {\displaystyle x} та {\displaystyle y}. Проте для таких задач як класифікація та регресія, що не потребують спільного розподілу, розрізнювальні моделі можуть демонструвати чудову продуктивність. З іншого боку, породжувальні моделі є зазвичай гнучкішими за розрізнювальні у вираженні залежностей в складних задачах навчання. До того ж більшість розрізнювальних моделей за своєю природою є керованими, і їх неможливо легко розширити для некерованого навчання. Зрештою вибір між розрізнювальною та породжувальною моделлю диктують особливості конкретного застосування.

## Визначення
На відміну від породжувального моделювання, яке вчить спільний розподіл {\displaystyle P(x,y)}, розрізнювальне моделювання навчається {\displaystyle P(y|x)} або прямому відображенню заданої не спостережуваної (цільової) змінної {\displaystyle x} в клас міток {\displaystyle y} в залежності від спостережуваних змінних (тренувальних прикладів). При практичному розпізнаванні об'єктів, {\displaystyle x}, зазвичай, є вектором (наприклад, рядком пікселів або ознаками, отриманими з зображення тощо). З ймовірнісної точки зору, це досягається моделювання умовної ймовірності {\displaystyle P(y|x)}, що використовується для прогнозування {\displaystyle y} по {\displaystyle x}. Зауважимо, що є різниця між умовною моделлю та дискримінаційною моделлю, хоча найчастіше вони класифікуються як дискримінаційна модель.

### Чиста розрізнювальна модель порівнянно з умовною моделлю
Умовна модель моделює умовний ймовірнісний розподіл, а розрізнювальна модель прагне оптимізувати відображення вхідних даних навколо найбільш подібних тренувальних даних.

## Приклади
Приклади розрізнювальних моделей, що використовуються в машинному навчанні, включать: логістичну регресію, один із типів узагальненої лінійної регресії, що застосовується для передбачення двійкових або категорійних виходів (відомий також як максимально-ентропійні класифікатори); метод опорних векторів, підсилювання (метаалгоритм), умовні випадкові поля, лінійну регресію, нейронні мережі тощо.